# إدوارد باور
إدوارد باور (بالألمانية: Eduard Bauer)‏ (13 فبراير 1894 - 4 مارس 1948 النمسا) هو لاعب كرة قدم نمساوي سابق كان يلعب كمهاجم.

## مسيرته الكروية
لعب إدوارد باور خلال مسيرته الاحترافية مع نادِ واحدٍ في ستة عشر موسمًا وسجل خلالها 131 هدف ضمن 190 مباراة. حيث فاز في موسمين بالكأس وفي ثمانية مواسم بالدوري.
خاض إدوارد باور مسيرته مع نادي رابيد فيينا في موسم 1911–12 ليلعب معه ستة عشر موسمًا، مشاركًا في 190 مباراة سجل خلالها 131 هدف.

## روابط خارجية
- إدوارد باور على موقع قاعدة بيانات كرة القدم.إي يو (الإنجليزية)
- إدوارد باور على موقع ناشيونال فوتبول تيمز (الإنجليزية)